# Tadeusz Ulma
Tadeusz Ulma (ur. 27 grudnia 1928 w Cieszacinie Małym, zm. 19 stycznia 1996 w Rzeszowie) – polski fizyk, senator I kadencji.

## Życiorys
W okresie II wojny światowej był członkiem Armii Krajowej. Pracował do 1967 jako nauczyciel fizyki w Jarosławiu, następnie do 1981 był wykładowcą w Instytucie Fizyki WSP w Rzeszowie.
W 1980 wstąpił do „Solidarności”, redagował miesięcznik „Reduta”. Po wprowadzeniu stanu wojennego został zwolniony z pracy (przywrócono go na uczelnię w 1989). Brał udział w niejawnych kursach oświatowych. Zasiadał też w Diecezjalnej Radzie Kultury jako wiceprzewodniczący.
W latach 1989–1991 sprawował mandat senatora I kadencji z województwa przemyskiego z ramienia Komitetu Obywatelskiego. Działał następnie w Zjednoczeniu Chrześcijańsko-Narodowym, a od 1995 w Ruchu Odbudowy Polski.
Pochowany na nowym cmentarzu w Jarosławiu.
W 2017 pośmiertnie został odznaczony Krzyżem Wolności i Solidarności.